# Macário de Leópolis
Macário (em ucraniano: Макарій; romaniz.: Makarii, nome secular: Mykola Ivanovych Maletych, ucraniano: Микола Малетич; Nascido em 1 de outubro de 1944) é um Bispo da Igreja Ortodoxa de Ucrânia (OCU) e membro permanente do Santo Sínodo Permanente da OCU, com o título de metropolita de Leópolis.
Antes do Conselho de Unificação em dezembro de 2018, ele era o Primaz da Igreja Ortodoxa Autocéfala Ucraniana (UAOC), uma jurisdição que não tinha reconhecimento por parte de outras Igrejas Ortodoxas; ele foi restaurado à plena comunhão eclesiástica por decisão do Santo Sínodo do Patriarcado de Constantinopla em outubro de 2018.

## Biografia
Em 1973 e novamente em 1974, tentou e não conseguiu se matricular no Seminário Teológico de Odessa da Igreja Ortodoxa Russa. Em 10 de agosto de 1975, foi ordenado sacerdote dentro da jurisdição do Patriarcado de Moscou. Ele serviu principalmente na Ucrânia e na região de Rostóvia. Em 1982, concluiu a Academia Teológica de Moscou. Em 1989, renunciou à canônica Igreja Ortodoxa Ucraniana (Patriarcado de Moscou) e se associou à Igreja Ortodoxa Autocéfala Ucraniana (UAOC). A partir de novembro de 1996, foi Bispo governante da Diocese de Leópolis da UAOC e, em seguida, assumiu também a jurisdição sobre a Diocese de Volínia. Em 2011, foi elevado à dignidade de Metropolita de Leópolis.
Após a morte do Primaz da UAOC, Metropolita Metódio (Kudriakov), em fevereiro de 2015, foi eleito local-tenente do Trono Metropolitano da Igreja Ortodoxa Autocéfala Ucraniana. Em 4 de junho de 2015, foi eleito Metropolita e o novo Primaz da Igreja Ortodoxa Autocéfala Ucraniana. No Conselho de Unificação em Quieve, em 15 de dezembro de 2018, juntamente com os bispos, sacerdotes e leigos da UAOC, juntou-se à Igreja Ortodoxa da Ucrânia (OCU), um novo corpo eclesiástico que em janeiro de 2019 recebeu autocefalia pelo Patriarcado de Constantinopla. Passou a se tornar um membro permanente do Santo Sínodo Permanente da OCU.
Em 5 de janeiro de 2020, ele chefiou a delegação da OCU à residência do Patriarca de Constantinopla em Istambul e concelebrou a Divina Liturgia com o Patriarca Bartolomeu I, marcando o primeiro aniversário da autocéfalas da OCU. Ele convidou formalmente o Patriarca Bartolomeu em nome do Primaz da OCU, Epifânio I da Ucrânia, para visitar a Ucrânia.